# أوفه نيلسون (مجدف)
أوفه نيلسون (بالسويدية: Ove Nilsson)‏ هو مجدف سويدي، ولد في 13 نوفمبر 1928 في فالكنبرغ في السويد، وتوفي في 13 فبراير 2013.

## وصلات خارجية
- أوفه نيلسون على موقع الاتحاد الدولي للتجديف (الإنجليزية)
- أوفه نيلسون على موقع اللجنة الأولمبية الدولية (الإنجليزية)
- أوفه نيلسون على موقع أوليمبيديا (الإنجليزية)
- أوفه نيلسون على موقع اللجنة الأولمبية السويدية (السويدية)